# Бранко Шеноа
Бранко (Бранімир) Шеноа (7 серпня 1879 — 4 грудня 1939) — хорватський живописець, графік та історик мистецтва.
Народився в Загребі в родині видатного письменника Августа Шеноа. У 1910 році він одружився з Настою Ройц, яка була лесбійкою, погодившись, що шлюб буде лише формальним.  Після закінчення вивчення права та філософії в Загребі отримав ступінь доктора філософії з історії мистецтва в 1912 році. Відвідував школу живопису Отона Івековича та курс графічного дизайну Менсі Клемента Крнчича.
Працював директором Загребської академії образотворчого мистецтва та займав кілька посад, пов'язаних з культурною спадщиною та мистецтвом. Був членом-кореспондентом Югославської академії наук і мистецтв.
Помер у віці 60 років у Загребі.
Переважно малював пейзажи і міські пейзажи, виготовляв офорти та працював у жанрі ілюстрації.